# Koningsplein 10

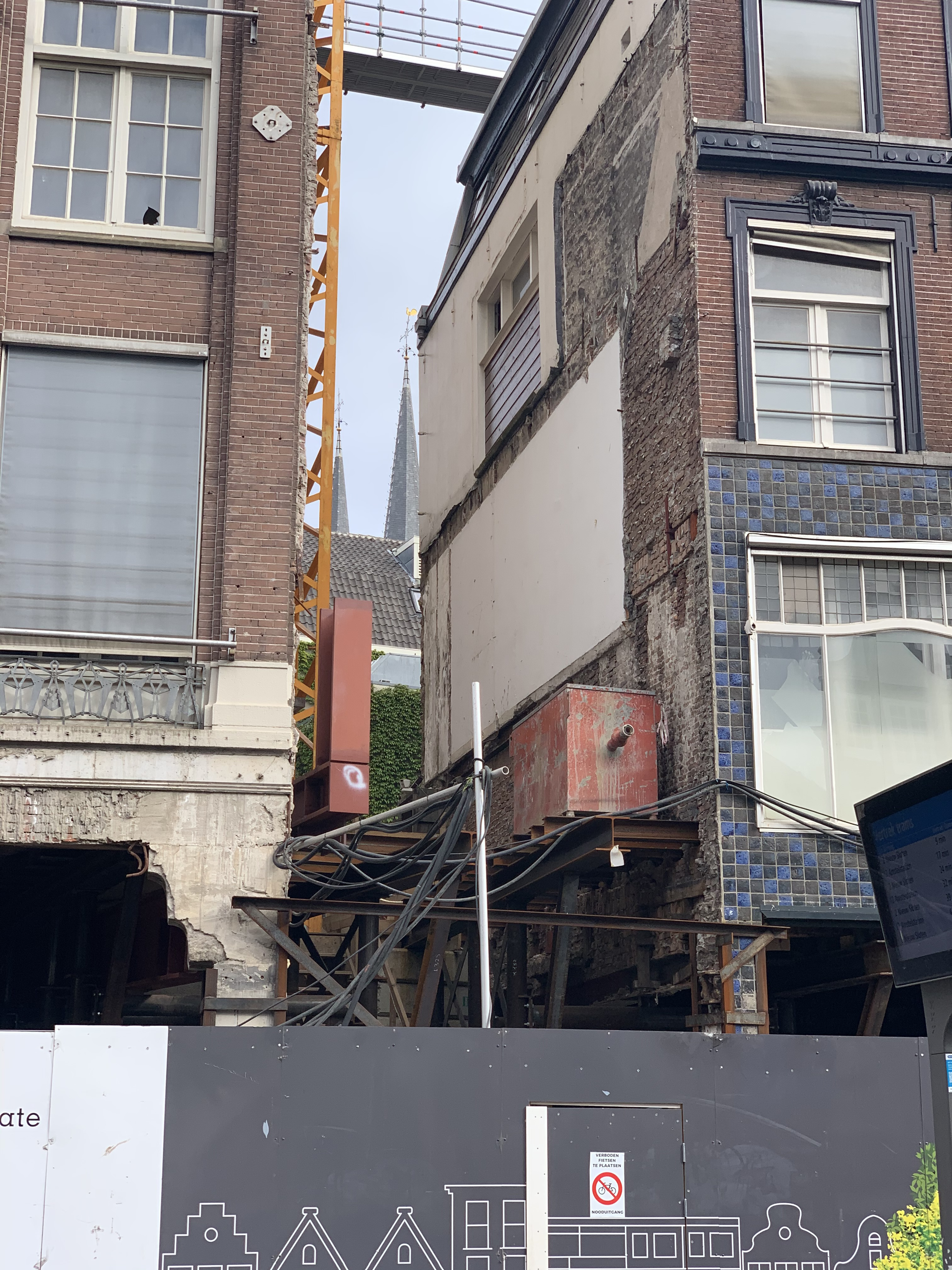
Krapte op Koningsplein 10 (april 2020)

Koningsplein 10 te Amsterdam is een gebouw aan het Koningsplein in Amsterdam-Centrum.

## Algemeen
Het is een van de smalste gebouwen in Amsterdam-Centrum, nog geen drie meter breed. Het staat aan de noordkant van het plein/de straat ingeklemd tussen vier gemeentelijke monumenten. Ten oosten staan Nieuw Engeland (2-6) en Koningsplein 8 van Dolf van Gendt; ten westen staan Koningsplein 12-14 van Alphonsus Maria Leonardus Aloysius Jacot en Winkelhuis Broekmans (nr. 20) van Jacot en partner Willem Oldewelt. Zelf is het geen monument vanwege de grote verbouwingen die het onderging. Het is tevens het laagste gebouwtje in de gevelwand.

## Voor 2015
De moderne geschiedenis begint aan het eind van de 19e eeuw. Er staan dan aan het Koningsplein gebouwen, die het best omschreven kunnen worden als grachtenpanden; het Koningsplein ligt binnen de Amsterdamse grachtengordel. Daartussen staat op nummer 10 een smal gebouwtje dat slechts één venstergang (verticaal) heeft  Het heeft vier bouwlagen afgesloten door een sierlijke topgevel waarin een hijsbalk is geplaatst. Wanneer stadsfotograaf Jacob Olie de gevelwand vastlegt, verdwijnt dit onooglijke gebouwtje in haar geheel achter een lantaarnpaal.
Rond 1900 vestigde zich de confiseur, cuisinier annex chocolaterie (met verkoop van echte Haagse hopjes) van J.Bruin zich hier. Hij liet het gebouw aanmerkelijk verbouwen onder leiding van bouwkundige P. van der Vliet, die de voorgevel geheel wijzigt. Het gebouw kreeg een voorgevel in art nouveaustijl met opvallende versieringen, de zweepstaarten ontbreken natuurlijk daarbij niet. Hoe smal het gebouw ook is, Van der Vliet weet een toegangsdeur naast de etalage te krijgen. Daarboven modelleerde hij een over twee verdiepingen geplaatste erker, die op zich weer een balkon met loggia draagt. Het geheel werd afgesloten door middel van een koepeltje. Het gebouw komt eind 1935 in het nieuws; de koopprijs valt op. Er wordt vermeld dat voor het gebouwtje met een oppervlakte van 52 m² tegen de 40.000 gulden werd betaald. In 1936 is er een juwelier gevestigd. Een medewerkster ontdekt op 29 december 1936 dat een tussenkamer in brand staat, waarschijnlijk terug te voeren op de plaatsing van een gashaard. De brandweer wist de brand in zeer korte tijd te blussen, maar de tweede, derde en zolderverdieping waren geheel verloren gegaan. De brand was landelijk nieuws. Na een grondige verbouwing met een stalen erker werd het gebouw in maart 1937 alweer ter verhuur aangeboden (winkelhuis met woning). In tegenstelling tot het extreem versierde gebouw kwam er een rechthoekig en zakelijk gebouw. Dat gebouw hield het onder diverse gebruikers stand tot in de jaren tien van de 21e eeuw.

## Na 2015
De gehele noordelijk gevelwand van het Koningsplein wordt (binnen de monumentenregels) gemoderniseerd onder bewind van architect Kees Doornenbal van Rappange & Partners Architecten. Ook het gebouwtje op nummer 10 moet eraan geloven. Aan de hand van oude foto’s en tekeningen werd een nieuw gebouw neergezet; Doornenbal wilde hiermee laten zien hoe er in de 19e eeuw ter plaatse handel werd bedreven. Om het gebouwtje tussen de grote buren te krijgen moest er flink gemeten worden. Bij de buurpanden (allemaal winkels) dreigden de bovenetages geen toegang aan de straat te krijgen. Doornenbal loste het op door in gebouw nummer 10 een roltrap naar beneden (kelder) te plaatsen, alsmede de toegang tot de omringende bovenetages. De normaal naar binnendraaiende deur moest een naar buitendraaiende worden (nooduitgang) en het gebouwtje werd 
ingericht als liftschacht. Het oude koepeltje kon daardoor uitstekend gebruikt worden voor de liftinstallatie. Doornenbal wilde nog de originele houtzetting terughebben, maar dat bleek te kostbaar en te duur in onderhoud; delen van de erkers werden als één geheel geleverd. Alhoewel Doornenbal zag dat Amsterdammers er nauwelijks naar keken, bleek in de maanden na oplevering dat het gebouw veelvuldig gefotografeerd werd.   